# R. B. Saxe
Francis John Dickson, connu sous le pseudonyme de R. B. Saxe, est un parolier et pianiste britannique, né en 1888 à Camberwell, un quartier populaire de Londres, et mort dans cette même ville le 6 février 1953. Il a aussi mené une carrière de scénariste de bande dessinée et d'auteur de roman policier.

## Biographie
Il naît dans une famille d'artistes pauvres du quartier londonien de Camberwell. Son père, James Bernard Dickson, est vendeur de papier en gros le jour et travaille le soir dans le milieu du music-hall pour lequel il compose des textes et de la musique. Sa mère, Mary Josephine Ross, est une pianiste d'origine irlandaise. Dès 1916, Francis John Dickson est lui-même musicien et parolier, produisant quelques chansons sous le pseudonyme de R. B. Saxe. Devenu pianiste de jazz, il joue régulièrement au Trident Club de Londres en 1928.
En 1929, il signe de son pseudonyme sa première nouvelle, intitulée The Democracy of Love, qui paraît dans le Daily Mail. Pendant les années 1930, il donne d'autres nouvelles dans divers journaux et magazines et, en 1933, collabore avec Lawrence Huntington au scénario du film Romance in Rhythm (en), sans en être pourtant crédité au générique.
En 1940, il se lance dans l'écriture. Il conjugue le roman noir américain et le roman policier humoristique britannique dans une série policière consacrée aux enquêtes du détective amateur John Dobbs, surnommé « Le fantôme (The Ghost) », dont le premier titre est traduit en français dans la Série noire. Le quatrième et dernier titre de la série, paru en 1947, qui se déroule à Hollywood, est aussi le dernier roman de R. B. Saxe.
En 1952, il réoriente sa carrière et devient scénariste de bandes dessinées biographiques, en collaboration avec le dessinateur Norman Williams.
Il meurt prématurément d'un cancer du poumon en 1953. Peu après son décès, le London Gazette publie un avis de recherche pour tenter de trouver ses héritiers où est précisé que, au moment de sa mort, Francis John Dickson était un voyageur de commerce qui résidait au 10 Dryden Street, à Londres.

## Œuvre

### Romans

#### Série policièreJohn Dobbs (Le fantôme)
- The Ghost Knows His Greengages (1940) Publié en français sous le titre La fantôme sait nager, traduit par Marcel Duhamel et Jacques-Laurent Bost, Paris, Gallimard, Série noire no 200, 1954
- A Ghost Does a Richard III (1943)
- The Ghost Pulls the Jackpot (1945)
- What Can You Lose? (1947)

### Nouvelles
- The Democracy of Love (1929)
- The Customer Is Always Right (1930)
- The Survival of the Slickest (1931)
- A Filmdom Tragedy (1931)
- Hearts Entwined (1932)
- Fickle Fate (1932)
- The Girl Who Wouldn't Smile (1932)
- Mr. Snip Snaps (1932)
- The Reunion of Snake-Face (1941)
- Remember Me? (1947)

### Chansons
- The Ghost of the Stilton Cheese (1916), en collaboration avec Harry Stafford
- What Are Little Girls Made Of (1920), en collaboration avec Harry Stafford
- Strait-laced Jane (1923), en collaboration avec Donovan Meher
- Everybody Slips a Little (1923), en collaboration avec Donovan Meher
- A Rose in a Garden of Weeds (1926), en collaboration avec Hubert W. David
- It’s Too Late Now (1927), en collaboration avec G. Silver
- Oh, My Darling Clementine (1927)
- Take a Letter, Maria (vers 1930), en collaboration avec Hubert W. David

### Comic Strips
- Louis the Fearless (1952), dessins par Norman Williams
- Deep Sea Doctor (1952), dessins par Norman Williams
- Man of Courage (1953), dessins par Norman Williams
- Wenceleas the Good (1953), dessins par Norman Williams
- Elizabeth Fry (1953), dessins par Edgar Ainsworth

## Filmographie

### Comme scénariste
- 1933 : Romance in Rhythm (en), film britannique réalisé par Lawrence Huntington